# Akatsuki (manga)
Akatsuki (Akatsuki?) è un manga scritto e disegnato da Koide Motoki. È stato pubblicato per la prima volta nel dicembre 2008 su Shōnen Rival ed è inedito in Italia. Conta in totale 36 capitoli raccolti in 9 tankobon.

## Trama
La trama di Akatsuki ruota attorno ad un virus, l'akatsuki, che trasforma le persone infette in mostri che assorbono l'energia vitale dell'infetto e lo portano alla morte.
Le uniche persone a poter guarire gli infetti sono i Kiri-ishi, una sorta di monaci guerrieri che combattono per salvare l'umanità. Grazie al Crave, l'arma da loro utilizzata, eliminano questo parassita magico e lo rinchiudono in fiale salvando così la popolazione. Protagonisti del manga sono Hibiki e Karisa, due kiri-ishi di basso livello, che sono continuamente alle prese con problemi economici.

## Personaggi
- Hibiki: protagonista della vicenda e kiri-ishi di basso livello.
- Karisa: coprotagonista, mente della coppia formata da lei e Hibiki, anch'essa kiri-ishi di basso livello.